# سیارک ۲۱۷۷۸
سیارک ۲۱۷۷۸ (به انگلیسی: 21778 Andrewarren، نامگذاری:1999RF225) بیست و یک هزار و هفتصد و هفتاد و هشتمین سیارک کشف شده‌است که در ۷ سپتامبر ۱۹۹۹ کشف شد.
قدر مطلق سیارک برابر ۱۳.۵ است.